# Suprematisme
Suprematisme er en retning indenfor avantgardekunst, hvor geometriske elementer i få rene farver som cirkler, linjer, polygoner m.m. udgør kunstværket. Retningen blev grundlagt af Kazimir Malevitj i 1913.